# Taklagsöl (novell)
Taklagsöl är en längre novell av August Strindberg från 1906. Novellen publicerades först som följetong i veckotidningen Hvar 8 dag, och utgavs i bokform tillsammans med Syndabocken 1907. Strindberg ansåg själv att novellen var det bästa han skrivit.
Taklagsöl handlar om en konservator som ligger döende i sin våning efter en olycka och i förvirrade morfin- och feberdrömmar blickar tillbaka på sitt liv. Den har en experimentell uppbyggnad, bland annat med en inre monolog på slutet, vilket gjort att man ser det som ett av de mest modernistiska prosaverken av Strindberg.
Stoffet är delvis självbiografiskt, bland annat märks detaljer från äktenskapet med Harriet Bosse, från vännen Vilhelm Carlheim-Gyllenskölds skilsmässa och från svågern Hugo von Philps sista dygn i livet. Innan Strindberg bestämde sig för titeln Taklagsöl arbetade han bland annat med titlarna Det gröna ögat, Dödsriket och Konsten att dö.

## Dramatiseringar
Strindberg menade att novellen skulle lämpa sig som kammarspel. För sin tyska översättare och agent Emil Schering berättade han 1907 att han först hade tänkt den som ett drama, och han försökte få Schering att bli hans dramaturg. Han föreslog även för Intima Teaterns föreståndare August Falck att novellen skulle sättas upp där: "Taklagsöl är ett Kammerspiel, men jag har icke kraft göra om det. Planen har jag, men jag orkar icke utföra. Tror Ni någon ville offra sig?" Av planerna blev det dock inget.
1949 sattes novellen upp med Toivo Pawlo som konservatorn i Intima Teaterns gamla lokaler på Norra Bantorget. Den gjordes som radioteater 2001, och sattes våren 2011 upp av den 2002 återuppståndna Strindbergs Intima Teater, dramatiserad av Anna Lyons och regisserad av Lena Mossegård, med Lyons som konservatorn och 80-åriga Margareta Hallin som sköterskan.